# Pasquale Rywalski
Padre Pasquale Rywalski, nato Konrad Rywalski (Chelin, 2 ottobre 1911 – Sion, 8 gennaio 2002), è stato un religioso svizzero dell'Ordine dei frati minori cappuccini.

## Biografia
Viene ordinato sacerdote il 4 luglio 1937.
Dal 1970 al 1982 è ministro generale dei Cappuccini.